# Велика рјазањска кнежевина
Рјазањска кнежевина (1127–1129. Муромо-рјазањска кнежевина) била је једна од удеоних кнежевина Кијевске Русије.

## Оснивање
Оснивач Муромо-рјазањске кнежевине, био је кнез Јарослав Муромски, млађи син Свјатослава II Кијевског и унук Јарослава Мудрог, који се 1127. оделио од Черњигова. Након његове смрти 1129. кнежевина се поделила на Рјазањ, Муром и Пронск.

## Историја
Основана 1127. у средњем току Оке, Рјазањска кнежевина се на северу граничила са Владимир-Суздаљем, на западу са Черниговском кнежевином, а на југу са Дивљим Пољем (Половецком степом). Смештена на источној граници Кијевске Русије, мала кнежевина била је изложена нападима номада, Поволшких Бугара и Владимира-Суздаљског. Након дугих борби, рјазањски кнежеви су 1207. признали власт Всеволода III од Владимира.
Године 1237, Рјазањ је уништен током монголског освајања Русије, и престоница кнежевине пренета је у Перејаслаљ Рјазањски.
Од 1238. вазал Златне хорде, 1456. признао је власт Велике московске кнежевине, која је припојила Рјазањ 1521.